# مردی با سر لاستیکی
مردی با سر لاستیکی (به فرانسوی: L'Homme à la tête en caoutchouc) که با عنوان سر بادکرده نیز شناخته می‌شود، یک فیلم صامت کوتاه فرانسوی ساخته ژرژ ملی‌یس محصول ۱۹۰۱ است. در این فیلم، ملی‌یس خود نقش یک داروساز را بازی می‌کند که نسخه‌ای از سر خود را به ابعاد عظیمی می‌برد، اما نمی‌تواند دستیارش را وادار کند که این شیرین‌کاری را به همان اندازه ماهرانه انجام دهد. جلوه ویژه سر باد شده، که با ترکیبی جدید از تجهیزات متحرک و نوردهی‌های متعدد ساخته شده‌است، نمای نزدیک مدرن را تداعی می‌کند و از جایگاه نمادینی در میان آثار ملی‌یس برخوردار است.